# 사쿠정
사쿠정(佐久町)은 나가노현 미나미사쿠군에 있던 정이다. 2005년 3월 1일에 인접한 야치호촌과 합병해 사쿠호정이 되었다.

## 지리
나가노 현 동부에 위치하고 동서 35.5㎞, 남북 7.6㎞의 동서로 길쭉한 지적이다. 남북에는 시나노강, 고우미선, 국도 141호가 횡단하고 동서로는 국도 299호와 동서에는 누쿠이강이 뻗어있다.

## 역사
- 1955년 2월 1일 - 가이세촌, 사카에촌이 합병해 성립하였다. 마을 이름은 일반 공모에 의해 만들어졌다.
- 2005년 3월 20일 - 야치호촌과 합병해 사쿠호정이 성립하였다. 동일 사쿠정은 폐지되었다.

## 교통

### 철도
- 동일본 여객철도 고우미 선

### 도로
- 국도 141호선
- 국도 299호선